# 佐藤寬子 (1907年—1987年)
佐藤宽子（日语：／ Satō Hiroko，1907年1月5日—1987年4月16日），前任日本內閣總理大臣佐藤荣作之妻。

## 人生经历
1907年1月5日，佐藤宽子出生于日本山口县熊毛郡田布施村（今田布施町），长州藩士族信夫佐藤氏首领佐藤松介与妻子佐藤藤枝长女，妹妹是佐藤正子。父亲佐藤松介毕业于东京帝国大学（东京大学前身），曾任冈山医学专科学校（岡山大學前身）教授。母亲佐藤藤枝是二战时期日本外务大臣松冈洋右之妹。1911年佐藤宽子4岁时，时年34岁的佐藤松介早逝，佐藤宽子一家在松岡洋右帮助下迁往山口县防府町三田尻（今防府市）居住。
佐藤宽子于青山女子学院（青山学院前身）英文专业毕业后，于1926年与大6岁的入赘表兄佐藤荣作结婚。佐藤荣作是佐藤松介之姐佐藤茂世与岸家入赘而来的佐藤秀助的第三子，二哥是岸信介，兄弟二人均曾于冷战时期担任日本內閣總理大臣。佐藤宽子与佐藤荣作育有龙太郎和信二两子。
1964年至1972年丈夫佐藤荣作担任日本內閣總理大臣期间，佐藤宽子为日本首相夫人。1969年沖繩返還協定换文期间，佐藤宽子陪同丈夫佐藤荣作访问美国，因穿迷你裙引发热议。佐藤荣作在東京都中央区築地新喜乐料亭中風发作，佐藤宽子因坚信中風患者不得随意走动的说法，拒绝将丈夫送往医院治疗。
1975年6月3日丈夫佐藤荣作逝世，此后佐藤宽子曾接受女性周刊采访并多次上节目。她是越路吹雪的著名粉丝，曾任越路吹雪的后援会会长。1975年4月6日，丈夫佐藤荣作逝世两个月前，佐藤宽子为TBS電視台日本新聞網更換聯播網以来首播的“Up & Down Quiz”节目剪彩，此后又参加杂闻秀等各类节目。她曾担任船桥预备学校名誉理事长。1987年4月16日佐藤宽子逝世，享年80岁。

## 著作
- 《佐藤宽子的宰相夫人秘录》（朝日新闻社1974年初版、1985年再版）